# Auto-fire
Auto-fire (alternativt Autofire eller Auto Fire) är en funktion som finns på många spelkontroller och innebär i korthet att spelaren inte behöver göra upprepade tryckningar på fire-knappen för att åstadkomma flera tryck i en snabb följd. Auto-fire tillkom under senare delen av 1980-talet sedan problemet med fire-tumme vuxit avsevärt.
Det finns normalt sett två olika varianter: turbo, då man måste hålla vald knapp nedtryckt för att önskad effekt ska uppnås, samt autofire, då man inte ens behöver röra knappen utan kontrollen utför kommandot ändå.
Auto-fire förekom i olika varianter: Antingen som en teknisk lösning på själva styrspaken eller som ett val i spelets inställningsmeny. Det förekom dessutom fuskadaptrar, till exempel The Final Cartridge III (C64), som kunde styra styrspakens funktion även om det aktuella spelet inte hade funktionen inbyggd.